# Horta dos Macacos
A Horta dos Macacos, igualmente conhecida como Quinta dos Macacos, é um edifício histórico situado junto à cidade de Faro, na região do Algarve, em Portugal.

## Descrição e história
O investigador Horta Correia considerou a Horta dos Macacos como um dos exemplos de uma quinta de recreio, um novo tipo de estrutura desenvolvido a partir do século XVIII no Algarve, que combinava as vertentes económica e de lazer. O imóvel terá sido construído na primeira metade do século XVIII, tendo sido vendido pelos descendentes da família Pantoja por volta da década de 1930.
A Horta dos Macacos consiste num edifício junto à Estrada Nacional 125, com elementos decorativos nos cantos, representado um felino, uma pessoa montada num crocodilo, e duas cruzes gamadas. Destacam-se igualmente as duas chaminés, de planta rectangular.